# Ksour Essef
Ksour Essef o Ksour Essaf (àrab: قصور الساف, Qṣūr as-Sāf) és una ciutat costanera de Tunísia, a la governació de Mahdia, situada uns 10 km al sud de Mahdia. La municipalitat té més de 26.000 habitants (2004). És capçalera d'una delegació de 50.010 habitants.

## Etimologia
El nom de la ciutat vol dir ‘Castells dels Falcons'.

## Situació
La ciutat està de fet unida amb la de Salakta, on es troba la platja principal, i té a la vora el jaciment arqueològic de Salaktum, antiga ciutat romana.

## Economia
L'activitat essencial és el turisme i serveis relacionats amb aquest, mentre que l'agricultura hi és secundària. Té port pesquer.

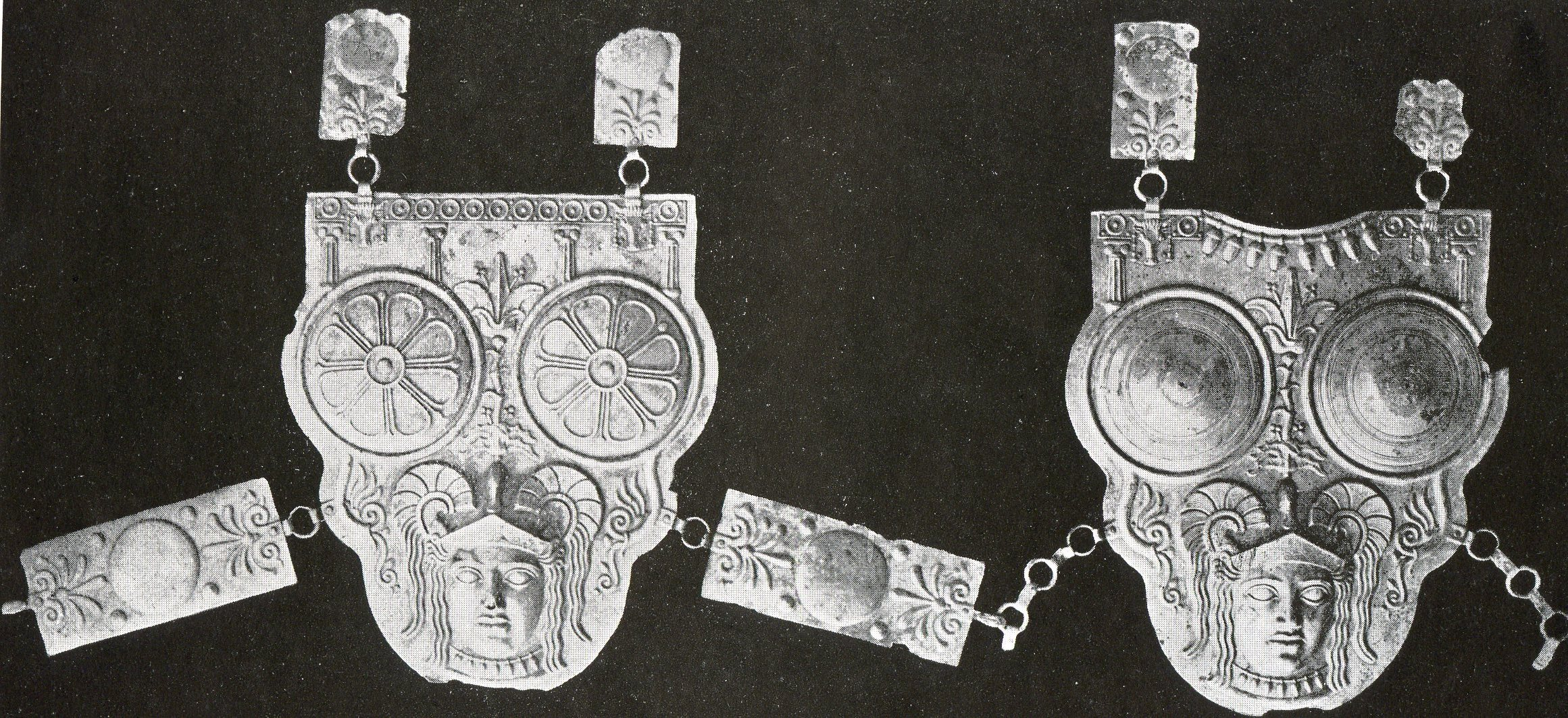
Cuirassa de bronze descoberta a Ksour Essef (Museu del Bardo)

## Història
Fou fundada pels Banu Hilal al segle xi.

## Administració
És el centre de la delegació o mutamadiyya homònima, amb codi geogràfic 33 61 (ISO 3166-2:TN-12), dividida en dotze sectors o imades:
- El Ksar (33 61 51)
- Ksour Essaf Riadh (33 61 52)
- El Ktanine (33 61 53)
- Ksour Essaf Ettakaddoum (33 61 54)
- Salakta (33 61 55)
- Ghedabna (33 61 56)
- Ouled Salah (33 61 57)
- Sidi Assaker Ouest (33 61 58)
- Recharcha (33 61 59)
- El Hessinet (33 61 60)
- El Bradâa Sud (33 61 61)
- El Bradâa Nord (33 61 62)

Al mateix temps, forma una municipalitat o baladiyya (codi geogràfic 33 23), dividida en dues circumscripcions o dàïres:
- Ksour Essef (33 23 11)
- Salakta (33 23 12)

## Agermanaments
Està agermanada amb Plön, a Alemanya.

## Personatges cèlebres
Hi va néixer el poeta Youssef Rzouga.